# 熊祝华
熊祝华（1924年—），男，江西南昌人，中国固体力学家、力学教育家，曾任湖南大学副校长、学术委员会主任委员、教授，中国力学学会理事。